# Towarzystwo Historyczno-Literackie w Paryżu
Towarzystwo Historyczno-Literackie w Paryżu, do 1854 Towarzystwo Literackie w Paryżu – polskie stowarzyszenie polityczno-kulturalne działające w latach 1832–1893.

## Historia
Założone 29 kwietnia 1832 przez grupę emigrantów polskich (m.in. Józef Bem, Wojciech Grzymała, Ludwik Jelski, Teodor Morawski, Ludwik August Plater, Andrzej Antoni Plichta, Prot Feliks Prószyński, Stanisław Kunat, Jan Nepomucen Umiński, Ludwik Wołowski), stawiając sobie za cel zbierać i ogłaszać materiały tyczące się dawnego Królestwa Polskiego, jego obecnego położenia lub pomyślności przyszłej, a to w widoku zachowania i ożywiania w opinii narodów spółczucia, które dla Polski okazywały.
W 1833 utworzono Dział Nauk i Dział Umiejętności, w latach 1838–1842 istniał Wydział Statystyczny.
W 1836 powstał Wydział Historyczny, którego prezesem był Julian Ursyn Niemcewicz, Adam Mickiewicz (1841–1844), sekretarzem i właściwym kierownikiem Karol Sienkiewicz. W latach 1839–1859 działała w Londynie pomocnicza komórka Wydziału Historycznego, kierowane przez Krystyna Lacha Szyrmę Grono Historyczne. W 1851 Wydział Historyczny usamodzielnił się jako Towarzystwo Historyczne, by w 1854 połączyć się w Towarzystwo Historyczno-Literackie.
Prezesem Towarzystwa był ks. Adam Jerzy Czartoryski, od 1861 jego syn Władysław Czartoryski.
W 1838 Towarzystwo powołało istniejącą do dziś Bibliotekę Polską w Paryżu. W 1856 powstał Komitet Wydawniczy (Eustachy Januszkiewicz, Walerian Kalinka, Julian Klaczko), który przygotował edycję wielu dzieł literackich i historycznych. W latach 1866–1878 wydawano Rocznik Towarzystwa Historyczno-Literackiego. Z towarzystwem związane były pisma: Kronika Emigracji Polskiej, Le Polonais, Wiadomości Polskie.
Dekretem cesarza Napoleona III  z 10 czerwca 1866 roku stowarzyszenie zostało uznane organizację pożytku publicznego.
Od 1979 prezesem Towarzystwa był Eugeniusz Zaleski.